# Tournoi féminin du Japon de rugby à sept
Ne doit pas être confondu avec Tournoi du Japon de rugby à sept.
Le Tournoi féminin du Japon de rugby à sept (en anglais : Japan Women's Sevens) est une compétition de rugby à sept, qui se déroule à Kitakyūshū dans le cadre du World Rugby Women's Sevens Series.
Organisées de 2017 à 2019, les trois éditions du tournoi se jouent à Kitakyūshū.

## Histoire
Historiquement, de premiers tournois internationaux sont organisés par la Fédération japonaise de rugby. Entre autres, en novembre 2015, la deuxième étape du tournoi qualificatif asiatique aux Jeux olympiques de 2016 prend place au Chichibunomiya Rugby Stadium.
Dans le cadre de la saison 2016-2017 (en) des Women's Sevens World Series, le calendrier des étapes est modifié. Alors que l'une des étapes disparaît, la compétition en accueille deux nouvelles, en Australie et au Japon. La création de ce tournoi par la Japan Rugby Football Union s'appuiera sur l'expérience acquise pendant six saisons, alors qu'une étape japonaise en catégorie masculine figurait au programme des Sevens World Series, de 2000 à 2001 puis de 2012 à 2015. Organisé dans la ville de Kitakyūshū, il se dispute au Mikuni World Stadium, inauguré deux mois avant le tournoi de rugby à sept,.
Pour première édition officielle du tournoi du Japon, alors que l'équipe nationale du Japon n'a pas le statut d'équipe permanente aux World Series, elle participe néanmoins en tant qu'invitée. Le tournoi de Kitakyūshū est finalement remporté par la Nouvelle-Zélande face au Canada.
La tenue du tournoi est reconduite les deux années suivantes, en 2018 puis en 2019.
Dans le cadre de l'édition 2019-2020 des World Series, aucune des étapes féminines n'est jouée au Japon, afin de se concentrer sur l'organisation de la Coupe du monde de rugby à XV jouée sur le territoire national de septembre à novembre 2019, puis des épreuves de rugby à sept des Jeux olympiques de 2020, se déroulant à Tokyo en juillet et août 2020. Jusqu'alors seule étape d'Extrême-Orient des World Series, le tournoi du Japon est remplacé par celui de Hong Kong,,.

## Palmarès
| Date                | Stade                            | Cup              | Cup     | Cup        | Challenge Trophy |
| Date                | Stade                            | Vainqueur        | Score   | Finaliste  | Vainqueur        |
| ------------------- | -------------------------------- | ---------------- | ------- | ---------- | ---------------- |
| 22 au 23 avril 2017 | Mikuni World Stadium, Kitakyūshū | Nouvelle-Zélande | 17 - 14 | Canada     | Irlande          |
| 21 au 22 avril 2018 | Mikuni World Stadium, Kitakyūshū | Nouvelle-Zélande | 24 - 12 | France     | États-Unis       |
| 20 au 21 avril 2019 | Mikuni World Stadium, Kitakyūshū | Canada           | 7 - 5   | Angleterre | Fidji            |

## Stades
Durant son histoire, le tournoi du Japon a été organisé dans un seul stade.

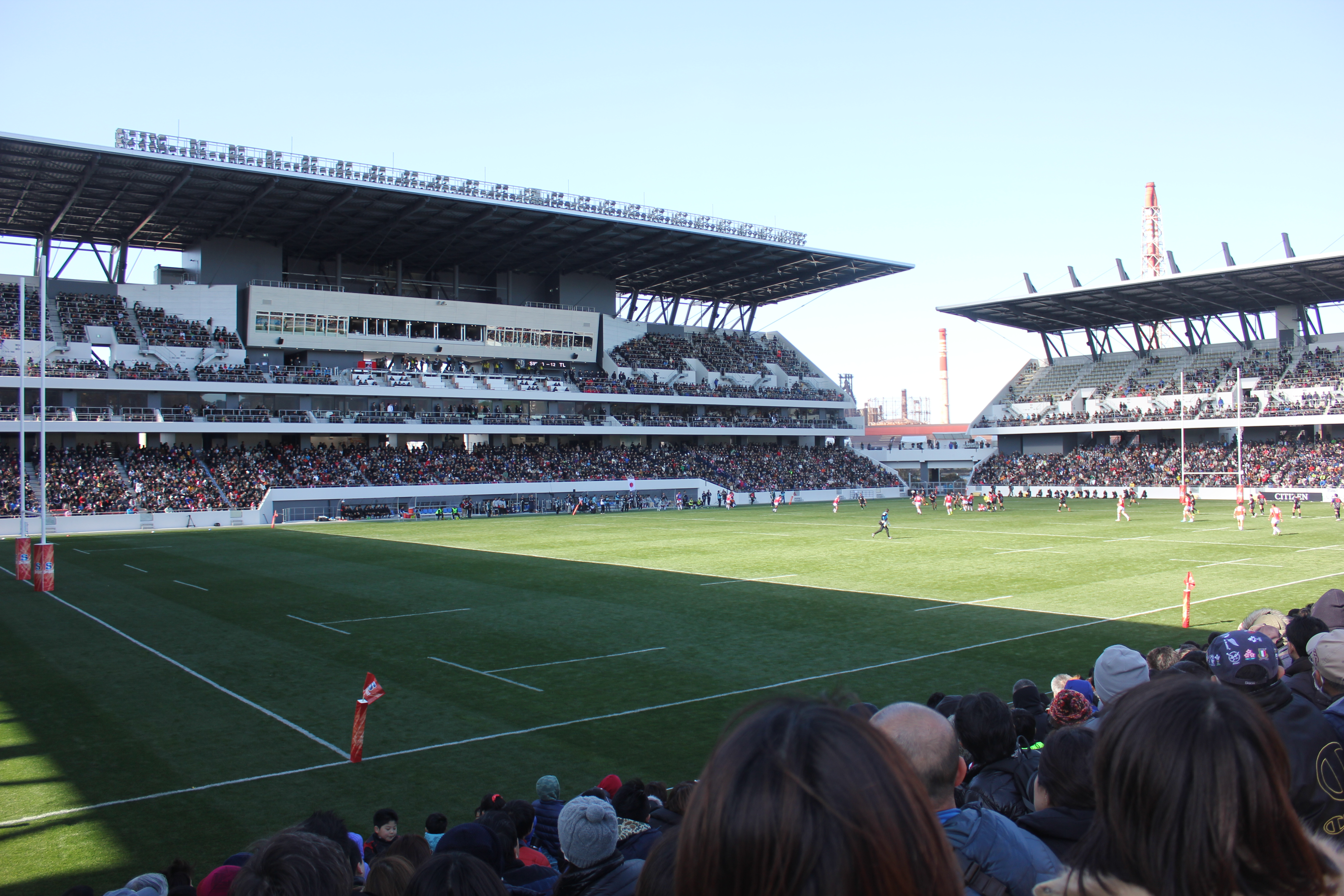
De 2017 à 2019 : Mikuni World Stadium de Kitakyūshū.